# 棘龍科
棘龍科（学名：Spinosauridae）又翻譯為棘背龍、脊背龍。是群獨特的獸腳亞目恐龍。是一群獸腳類恐龙，比較有名的棘龍生活在阿爾布到森諾曼阶，约112至97百万年前。牠們是群相當大型的二足掠食動物，擁有修長、類似鱷魚的頭顱，上有圓錐狀的牙齒，這些牙齒有非常小的鋸齒狀邊緣，或者沒有鋸齒狀邊緣。齒骨的前部牙齒往外突出，成為這群動物的外表特徵。棘龍科的名稱來自於棘龍的背部帆狀物，由多條神經棘構成。這些帆狀物的功能仍在爭論中，但普遍的解釋是做為調節體溫使用、用來威嚇可能的攻擊者、或是視覺辨識物。有些古生物學家更提出，這些神經棘支撐著由肌肉、脂肪構成的隆肉。
棘龍科臀部較其他物種翹上許多，目前還沒有明確的原因，大部份科學家認為應該是用於方便交配。                              
棘龍科的化石已在非洲、歐洲、南美洲、亞洲與澳洲等地發現。其他的大型掠食性恐龍都有適合撕咬大型獵物的牙齒與頜部，而棘龍科的牙齒與頜部結構似乎較適合捕食體型遠小於自己的魚類。

## 演化歷史
最早的棘龍科恐龍出現於侏儸紀晚期，並繁盛於白堊紀早期。目前發現的侏儸紀晚期化石，僅限於牙齒，地質年代約1億5200萬年前。棘龍科似乎消失於土侖階；阿根廷的土侖階地層，曾發現過類似棘龍科的牙齒，近年發現這些牙齒屬於伪鳄类。近年在中國河南省馬家村組發現一顆重爪龍亞科的牙齒，地質年代屬於桑托階中期。

## 分類學
棘龍科是由恩斯特·斯特莫（Ernst Stromer）在1915年所命名，當時僅包括棘龍屬。因為許多棘龍的近親被發現，所以棘龍科的物種開始增加。棘龍科的首次親緣分支分類法定義，是由保羅·塞里諾（Paul Sereno）在1998年定義：在棘龍超科中，與棘龍較為親近，而離蠻龍較遠的所有物種。
棘龍科包含兩個亞科：重爪龍亞科、棘龍亞科。棘龍亞科是由塞里諾在1998年所命名，並由湯瑪斯·荷茲（Thomas R. Holtz Jr.）等人在2004年定義為：親緣關係較接近埃及棘龍，而離沃克氏重爪龍較遠的所有物種。重爪龍亞科則是由查理格（Alan J. Charig）與Angela C. Milner在1986年所建立，牠們為了新發現的重爪龍屬建立了重爪龍科與重爪龍亞科；後來重爪龍被發現與棘龍科有關。湯瑪斯·荷茲等人在2004年將重爪龍亞科定義為：親緣關係較接近沃克氏重爪龍，而離埃及棘龍較遠的所有物種。

### 分類
- 棘龍科 Spinosauridae

數種棘龍科與人類的體型比較：棘龍（黑）、似鱷龍（紅）、重爪龍（黃）、魚獵龍（藍）、激龍（紫）、奧沙拉龍（綠）

  - 刀齒鱷龍 Suchosaurus cultridens
  - 吉氏鱷龍 Suchosaurus girardi 
  - “扶綏中國上龍” "Sinopliosaurus fusuiensis"（位置未定）[9]
  - 澳洲棘龙類 "Australian spinosaur"（位置未定）[10]
  - 厚鋸齒東非龍 Ostafrikasaurus crassiserratus
  - 湖畔里奧哈獵龍 Riojavenatrix
    - Riojavenatrix lacustris Isasmendi, Cuesta, Díaz-Martínez, Company, Sáez-Benito, Viera, Torices & Pereda-Suberbiola, 2024[11]

  - 重爪龍亞科 Baryonychinae
    - 沃克氏重爪龍 Baryonyx walkeri
    - 拉伯氏脊飾龍 Cristatusaurus lapparenti
    - 泰内雷似鳄龙 Suchomimus tenerensis
    - 似鷺角鱷龍 Ceratosuchops inferodios
    - 米氏濱獵龍 Riparovenator milnerae

  - 棘龍亞科 Spinosaurinae
    - 老挝魚獵龍 Ichthyovenator laosensis
    - 查林杰激龍 Irritator challengeri
    - 歌伦波奧沙拉龍 Oxalaia quilombensis
    - 苏氏暹罗龙 Siamosaurus suteethorni
    - 加諾氏巴利沃納獵龍 Vallibonavenatrix cani
    - 棘龍族 Spinosaurini[12]
      - 短颈斯基玛萨龙 Sigilmassasaurus brevicollis
      - 埃及棘龍 Spinosaurus aegyptiacus

## 古生物學

### 獵食行為
與其他大型掠食恐龍（例如異特龍、暴龍）相比，棘龍科的顱骨形狀、結構有非常大的不同。大部分掠食恐龍的頜部寬而高；棘龍科的頜部扁而狹窄。許多古生物學家因此推測棘龍科無法像其他獸腳類恐龍以大型、強壯的動物為食，而有不同的獵食方式。
漢斯·戴爾特·蘇伊士（Hans-Dieter Sues）等人研究激龍的頭骨，推測棘龍科是以迅速、強力的嘴部咬合，配合強壯的頸部肌肉作出快速的下咬、後縮動作，將小型獵物咬在嘴中。由於狹窄的嘴部形狀、交錯的圓錐狀牙齒，使嘴部的獵物很難脫困。

### 食性
因為棘龍科具有類似現代長吻鱷的頜部與牙齒，牠們過去常被視為是魚食性動物，以魚類為主食。在2007年，埃米莉·雷菲爾德（Emily Rayfield）使用重爪龍的顱骨，計算了棘龍科的生物力學結構。他們發現重爪龍的顱骨結構、咬合力，與現代長吻鱷的模式吻合；這顯示至少重爪龍亞科是以魚類為主食，而棘龍亞科似乎是多種食物來源的動物。
證據顯示棘龍科恐龍以魚類、以及許多小型到中型的動物為食，也包括了小型恐龍。曾經在重爪龍的胃部區域，發現了魚類鱗片，以及一隻年輕禽龍的被消化骨頭；另外曾在一個棘龍標本上，發現了一個魚類骨頭嵌入齒槽；此外還有一個證據顯示一隻棘龍科恐龍正吞食一隻翼龍類。有可能棘龍科是廣生性物種，以魚類、中小型動物為食。

### 棲息地
在2010年，一項針對棘龍科牙齒的氧同位素研究，分析棘龍、重爪龍、激龍、暹羅龍的氧同位素組成，並與同時代的其他獸腳類恐龍、烏龜、鱷魚互相比較。研究人員發現棘龍科牙齒的氧同位素組成，較接近同一地區發現的烏龜、鱷魚，而不類似同一地區的獸腳類牙齒。在棘龍科中，棘龍牙齒的氧同位素組成是最接近其他獸腳類恐龍，而暹羅龍牙齒的氧同位素組成與其他獸腳類恐龍的差距最大。研究人員推測棘龍科是半水生動物，可在陸地、水域中生存，類似現代鱷魚、河馬。研究人員並推測棘龍科是以魚類為主食，以避免與當地的大型獸腳類恐龍競爭相同食物來源。